# 가와나가촌
가와나가촌(川永村)은 와카야마현 가이소군에 있던 촌이다. 현재의 와카야마시에 해당한다.

## 역사
- 1889년 4월 1일 - 정촌제 시행에 의해 나구사군 가와나가촌이 성립하였다.
- 1896년 4월 1일 - 아마군, 나구사군과 합병해 가이소군이 되었다.
- 1958년 4월 1일 - 와카야마시에 편입해, 동일 가와나가촌은 폐지되었다.

## 참고문헌
- 大日本篤農家名鑑編纂所編『大日本篤農家名鑑』大日本篤農家名鑑編纂所、1910年。